# Cerkljanska Dobrava
Cerkljanska Dobrava je naselje u slovenskoj Općini Cerklju na Gorenjskem. Cerkljanska Dobrava se nalazi u pokrajini Gorenjskoj i statističkoj regiji Gorenjskoj. 

## Stanovništvo
Prema popisu stanovništva iz 2002. godine naselje je imalo 81 stanovnika.